# Ardıçlıtaş
Ardıçlıtaş là một xã thuộc huyện Bozyazı, tỉnh Mersin, Thổ Nhĩ Kỳ. Dân số thời điểm năm 2011 là 46 người.